# George Stephenson
George Stephenson, angleški izumitelj in inženir, * 9. junij 1781, Wylam, † 12. avgust 1848, Chesterfield.
Izdelal je prvo uporabno lokomotivo in zgradil prvo železniško progo v Angliji. Do svojega tridesetega leta se je naučil izdelovati stroje. Za rudarsko varnostno svetilko je zaslužil tisoč funtov. Izdelati je želel parni stroj, ki bi bil dovolj močen, da bi premikal sam sebe in še tovor. Njegov izum se je obnesel in postal je donosen. Leta 1821 se je lotil gradnje železnice od Stocktona do Darlingtona, po njej pa je vozil njegov parni stroj Aktiv. Leta 1823 je zasnoval lastno tovarno lokomotiv, ki jo je kasneje vodil njegov sin Robert Stephenson, ki je med drugim zgradil Viktorijin most čez Reko Svetega Lovrenca. 
Lokomotive:
Stephenson je zasnoval svojo prvo lokomotivo leta 1814. Lokomotiva lahko povlekla 30 ton premoga v hrib. V Stephensonovi tovarni, naj bi proizvedli 16 lokomotiv, čeprav ni bilo mogoče pripraviti prepričljiv seznam vseh 16. Najpogosteje so bili zgrajeni za uporabo na Killingworth ali za rudnik Hetton. Lokomotiva na šestih kolesih je bila zgrajena za Kilmarnock in Troona železnice v 1817, vendar je bila umaknjena iz obratovanja zaradi poškodbe tirnic. Druga lokomotiva je bila v bližini Swansea. Leta 1819 je bila umaknjena, zaradi ponovne škode na stezi.